# Hélène Janicot
Hélène Janicot (Clermont-Ferrand, 13 de diciembre de 1993) es una deportista francesa que compite en escalada. Ganó una medalla de bronce en el Campeonato Europeo de Escalada de 2013, en la prueba de dificultad.

## Palmarés internacional
| Campeonato Europeo | Campeonato Europeo | Campeonato Europeo | Campeonato Europeo |
| Año                | Lugar              | Medalla            | Prueba             |
| ------------------ | ------------------ | ------------------ | ------------------ |
| 2013               | Chamonix (Francia) | Medalla de bronce  | Dificultad         |